# Усть-Чижапка
Усть-Чижа́пка (рос. Усть-Чижапка) — село у складі Каргасоцького району Томської області, Росія. Входить до складу Усть-Чижапського сільського поселення.

## Населення
Населення — 71 особа (2010; 116 у 2002).
Національний склад (станом на 2002 рік):
- росіяни — 77 %
- селькупи — 10 %
- ханти — 9 %